# 太陰経病
伝統中国医学における太陰経病（たいいんけいびょう）は、六経病の一つで少陽経病が過ぎて四番目に起こる外感性疾病。三陰三陽病では太陰病である。病気が進行すると、太陰経病（肺経、脾経）が邪気を受ける。太陰経は胃中に分布し、咽喉を絡う。そのために腹中脹満し、咽喉の渇きを訴える。次に少陰経病に移行する。